# Ивановское (Донецкая область)
Ива́новское (укр. Іванівське; до 2016 — Кра́сное) — село в Бахмутской городской общине Бахмутского района Донецкой области Украины.

## Население
Население по итогам всеукраинской переписи 2001 года составляло 1732 человека.

## История
Основано в XVIII веке. 
В 1920 году здесь создана сельскохозяйственная артель «Объединённый труд».
В Великой Отечественной войне участвовали более 400 жителей села, 108 из них погибли, 69 награждены. В честь павших воинов в селе воздвигнут памятник.
По данным на 1975 год на территории села Красного размещалась центральная усадьба совхоза «Красносельский», за которым были закреплены 4449 га пахотных земель, в том числе 1119 га орошаемых земель. Основным направлением хозяйства было семеноводство. В селе располагались: средняя школа (322 ученика и 20 учителей), дом культуры, библиотека, два фельдшерско-акушерских пункта, ясли-сад, быткомбинат, три магазина, столовая, почта, сберкасса.
После вторжения России на Украину за населённый пункт велись ожесточенные бои. В середине марта 2023 года подразделение украинской 5-й штурмовой бригады защищало позицию в Ивановском под Бахмутом. 14 марта после интенсивного артобстрела россияне захватили позицию и захватили в плен пятерых украинских военнослужащих, после чего открыли по ним автоматный огонь. Четыре человека было убито, пятый - украинец Евген Роман - был нелетально ранен в руки и выжил. Через несколько минут по группе россиян, которые расстреляли украинских солдат, прилетела мина и оторвала одному из них ногу. Прочие находившиеся на месте россияне не оказали ему помощь. 15 марта украинские силы обстреляли минами находившихся рядом россиян, и Евген выполз к своим.
В конце декабря 2023 года начались бои за село в рамках боев за Часов Яр, а в июне 2024 года Ивановское было оккупировано российскими войсками. В ходе боевых действий село было полностью разрушено и стало безлюдным.

## Достопримечательности
Около села находится ботанический памятник природы местного значения Ступки-Голубовские.
На окраине села обнаружено поселение эпохи бронзы, а тракже каменоломня эпох неолита и меди-бронзы, использовавшаяся для добывания кремня, и несколько кремнеобрабатывающих мастерских. При раскопках были найдены каменные статуи, изготовленные кочевниками IX—XIII веков.